# Tame (Hebräisch)
Tame, hebräisch טמא, im Deutschen meist mit „unrein“ übersetzt, stammt aus der Tora (Lev 10,10 ) und steht adjektivisch für Personen oder Objekte im Status der rituellen Unreinheit (Tum’a).
Das Gegenwort zu tame bzw. Tum’a טֻּמְאָה (Substantiv) ist tahor (Adjektiv) bzw. Tahara (Substantiv).